# Jakob Becker (Unternehmen)

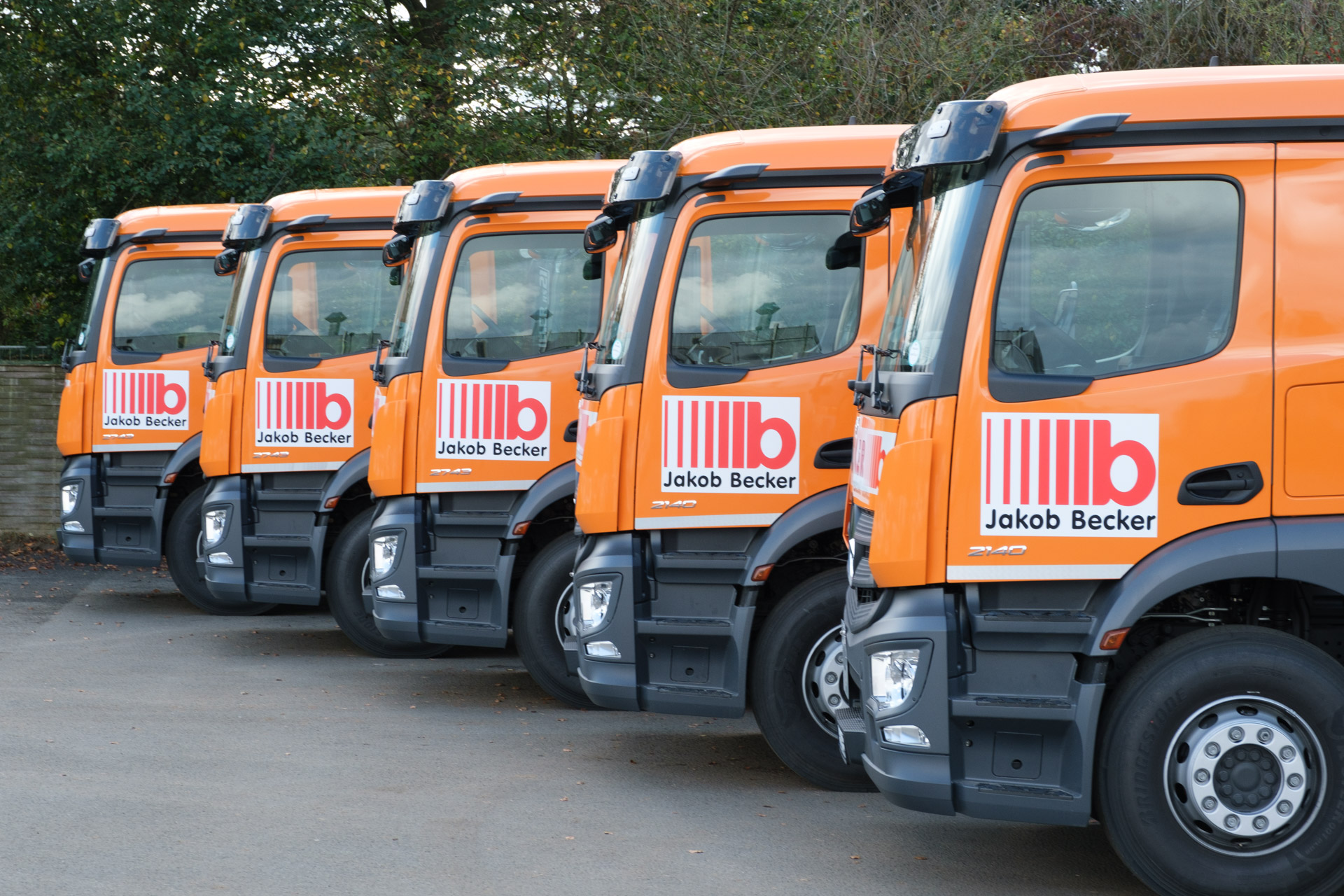
Containerdienstfahrzeuge von Jakob Becker

Die Jakob Becker GmbH & Co. KG ist ein deutsches Entsorgungsunternehmen mit Sitz in Mehlingen bei Kaiserslautern. Das familiengeführte mittelständische Unternehmen beschäftigt laut eigenen Angaben über 2500 Mitarbeiter an 69 Standorten und bietet Dienstleistungen rund um die Themen Entsorgung, Wiederverwertung, Logistik, Energiegewinnung und Umweltschutz. Jakob Becker erwirtschaftete im Jahr 2023 einen Umsatz von 405 Millionen Euro.

## Firmengeschichte
Als Gründungsdatum wird der 24. März 1898 angenommen, da zu diesem Zeitpunkt der erste Vertrag des Unternehmens mit der Stadt Kaiserslautern über die Abfuhr des Hausunrates der Stadt Kaiserslautern geschlossen wurde. Ursprünglich in der Stadt Kaiserslautern beheimatet, vollzog das Unternehmen 1963 den Umzug nach Mehlingen, wo es heute noch ansässig ist.
Jakob Becker hält seit 1995 eine Beteiligung an Zentek. Zentek ist ein 1995 gegründetes Gemeinschaftsunternehmen der führenden konzernunabhängigen Entsorger in Deutschland. Gesellschafter der Zentek sind die Unternehmen Jakob Becker GmbH & Co. KG (Mehlingen), Nehlsen AG (Bremen), Lobbe Entsorgung GmbH (Bestwig). Die Karl Tönsmeier Entsorgungswirtschaft GmbH & Co. KG (Porta Westfalica) schied 2011 aus dem Gesellschafterkreis aus. 
Im Juli 2008 übernahm die Firma den Ludwigshafener Spezialisten für Abbruch und Flächenrecycling Scherer + Kohl.
Im Dezember 2024 wurden die 100%igen Auslandsgesellschaften aus dem Westbalkan (Serbien und Kroatien) veräußert, um sich stärker auf den deutschen Markt konzentrieren zu können.